# 호명초등학교 (강원)
호명초등학교는 대한민국 강원특별자치도 평창군에 있는 초등학교이다.

## 학교 연혁
- 1960.03.05 진부국민학교 호명분실 개교
- 1964.03.05 진부국민학교 호명분교장
- 1965.08.19 호명국민학교 설립인가
- 1966.03.26 호명국민학교 개교
- 1996.03.01 호명초등학교로 교명 개칭
- 2004.03.01 호명초등학교병설유치원 개원
- 2009.03.01 두일초등학교와 통합
- 2018.02.08 제51회 졸업식 거행(총 1398명)
- 2018.03.02 제19대 김기섭 교장 취임